# Пектиназа
Пектиназа — тип ферментів, що розчиняють пектин, полісахаридний компонент клітинної стінки рослин. Однією з найкраще досліджених та популярний в комерційному виробництві пектиназ є полігалактоуроназа. З 1960-х років пектинази широко використовуються в процесах, що вимагають розрушення рослинного матеріалу, наприклад при отримання та просвітлення фруктових соків та виробництві вина. Зазвичай пектинази, що використовуються в промисловисті, є натуральними ферментами, отриманими з таких організмів як грибок Aspergillus niger (цей грибок паразитує на рослинах і використовує фермент для проникнення гіф всередину рослини). При кип'ятінні пектиназа денатурує і втрачає активність.
Пектиназа (полігалактуронази, пектолаза, полігалактуронідаза) - ферментний препарат здійснює гідролітичні розщеплення б -1,4-глікозидних зв'язків в пектинових речовинах. Пектиназа є багатокомпонентною системою і проявляє велику специфічність до субстрату. За субстратної специфічності розрізняють наступні типи полігалактуронази:
- Ендо-ПГ-II - разжижаюча пектиназа, яка гідролізує пектинові або пектовую кислоту. Вона діє тільки при наявності в ланках вільних СООН-груп. Фермент синтезується грибами і бактеріями.
- Екзо-ПГ-IV проявляє спорідненість до кінцевого гликозидного зв'язку, що не примикає до етерифіковані ланки.

## Застосування

### Застосування в виноградному виноробстві
Фермент використовуються для екстракції компонентів мезги в виноробстві і для освітлення сусла. Впливаючи на мезгу червоного винограду, даний фермент сприяє кращій екстракції фарбувальних речовин з шкірки, покращуючи тим самим його структуру без необхідності тривалої мацерації на шкірці. Такий підхід може бути використаний у разі, коли виноград не досяг оптимальної поліфенольної зрілості і коли тривалий контакт з насінням і шкіркою може надати вину небажані зелені відтінки, грубість і гіркоту в смаку. У разі ж повного визрівання шкірки і насіння, необхідності в ензимах для екстракції немає. Хіба тільки коли є обмеження по тривалості мацерації на увазі нестачі бродильних ємностей.

### Застосування при виробництві плодово-ягідних соків
Пектиназа полегшує пресування плодово-ягідної мезги, підвищує вихід соку, знижує кількість гущевих опадів, покращує освітлення і фільтрацію сока. Значно скорочується період бродіння сусла.
Ряд фруктів (особливо ягоди, сливи, айва та ін.) містять значну кількість пектину. Це призводить до стійких і помутнениям в концентрованих соках. При використанні пектинази соковиділення збільшується на 5-25% в залежності від виду вихідної сировини, а фільтрація проходить в 2-3 рази швидше. При освітленні соків додавання пектинази призводить до розщеплення осаду і освітлення відбувається в 3-5 разів швидше.